# 安托諾皮利 (布拉特西克區)
47°56′30″N 31°45′41″E / 47.94167°N 31.76139°E
安托諾皮利（烏克蘭語：Антонопіль），是烏克蘭南部的村莊，隸屬尼古拉耶夫州的沃茲涅先斯克區。該村始建於1860年，面積0.6平方公里，海拔高度126米，2001年人口8，人口密度每平方公里13.3人。